# Musée Olha-Kobylianska de Tchernivtsi
Le Musée Olha-Kobylianska de Tchernivtsi (ukrainien : Будинок-музей Ольги Кобилянсько) est un musée consacré à Olha Kobylianska, en Ukraine. 

## Collections

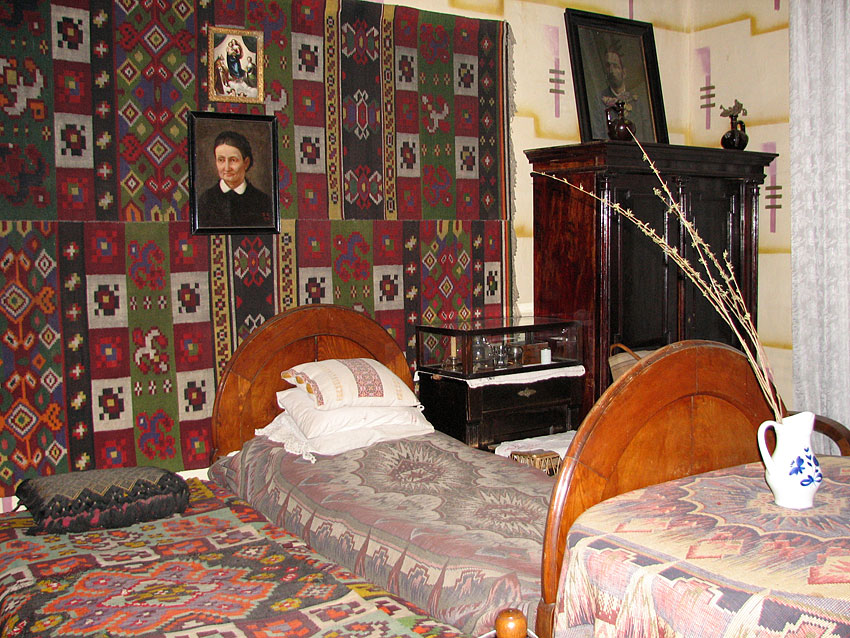
Intérieur
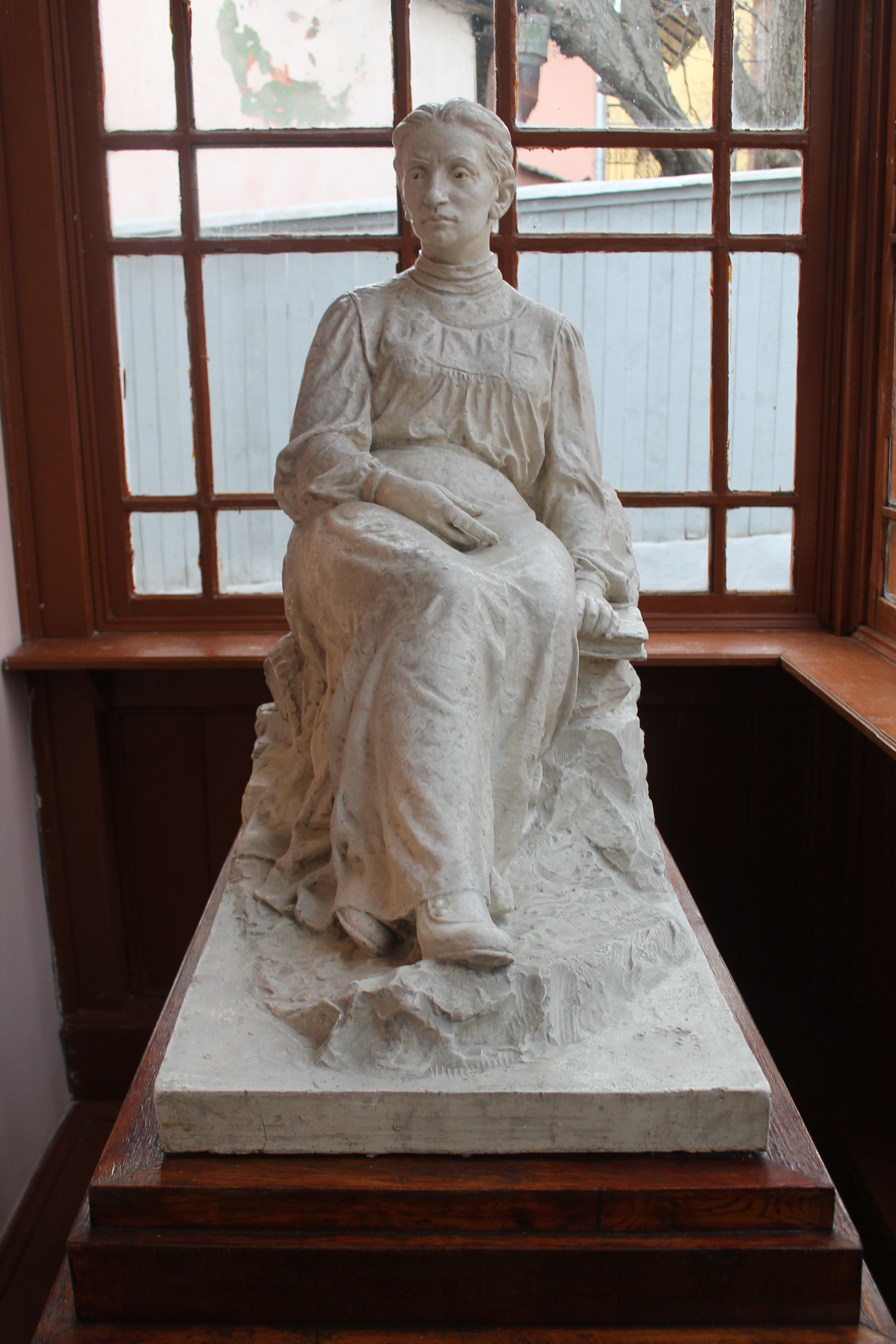
sa statue
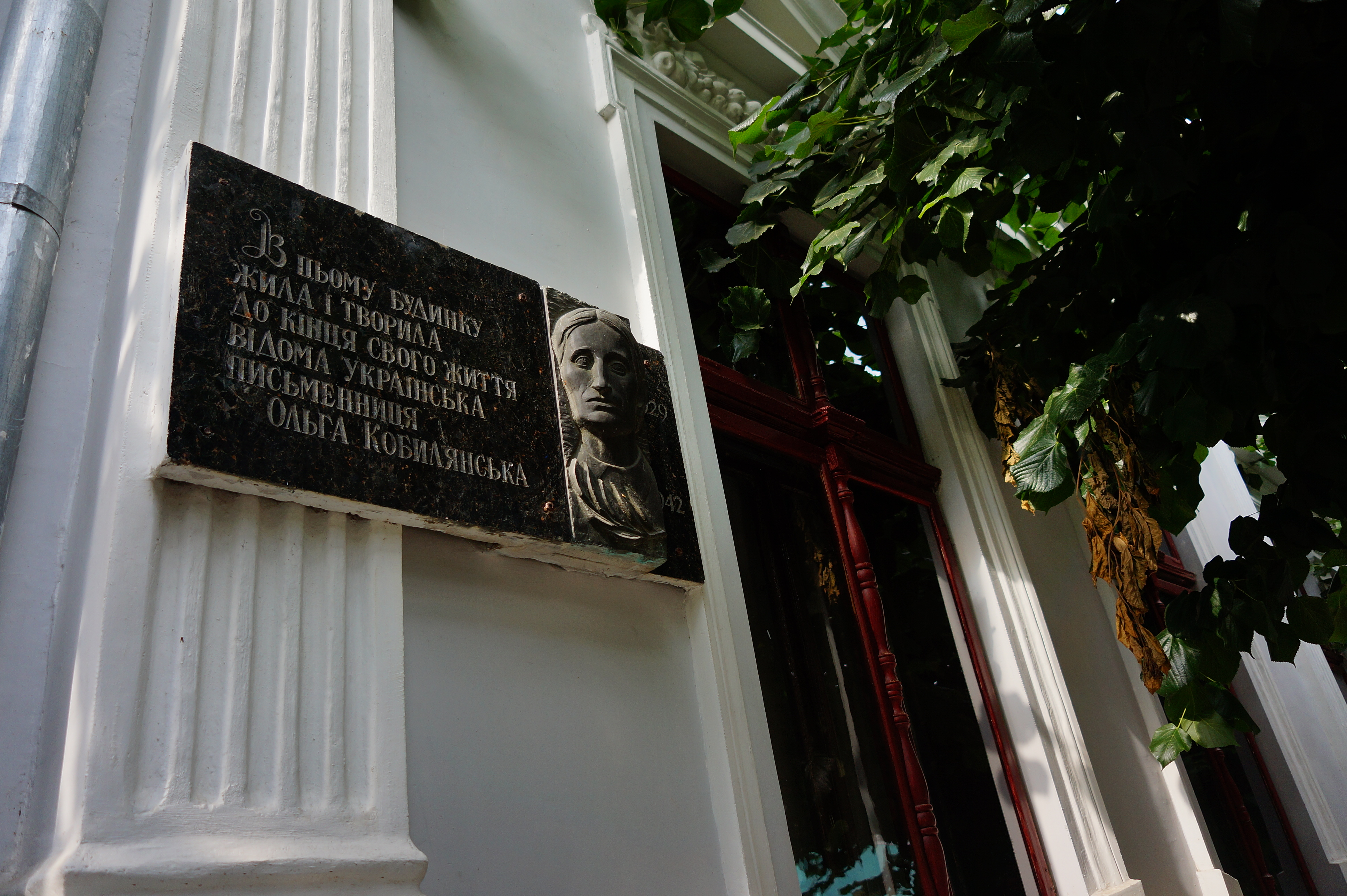
plaque dédicataire à son effigie.